# Championnat III d'Europe féminin de hockey sur gazon 2023
Navigation
Lipovci 2021 2025
Le Championnat III d'Europe féminin de hockey sur gazon 2023 sera la 10e édition du Championnat III d'Europe féminin de hockey sur gazon, le troisième niveau des championnats féminins d'Europe et de hockey sur gazon organisés par le Fédération européenne de hockey. Il se tiendra du 30 juillet au 5 août 2023 à Zagreb, en Croatie.

## Équipes qualifiées
Les quatre équipes se sont qualifiées sur la base de leurs performances lors des Qualifications de l'Euro 2023, les équipes quatrièmes et l'équipe sur base du classement mondial se qualifiant pour l'Euro III.
| Événement                     | Dates             | Lieu      | Quotas | Qualifiés |
| ----------------------------- | ----------------- | --------- | ------ | --------- |
| Pays hôte                     | 21 septembre 2022 | NC        | 1      | Croatie   |
| Qualifications de l'Euro 2023 | 17 - 28 août 2022 | Dublin    | 2      | Turquie   |
| Qualifications de l'Euro 2023 | 17 - 28 août 2022 | Dunkerque | 2      | Suisse    |
| Classement mondial            | 21 septembre 2022 | NC        | 1      | Gibraltar |
| Total                         | Total             | Total     | 4      |           |

## Premier tour
Toutes les heures correspondent à CEST (UTC+2)
Légende :
- Finale
- Match pour la 3e place

| Rang | Équipe    | Pts | J | G | N | P | Bp | Bc | Diff |
| ---- | --------- | --- | - | - | - | - | -- | -- | ---- |
| 1    | Turquie   | 7   | 3 | 2 | 1 | 0 | 11 | 1  | +10  |
| 2    | Suisse    | 5   | 3 | 1 | 2 | 0 | 5  | 1  | +4   |
| 3    | Croatie H | 4   | 3 | 1 | 1 | 1 | 2  | 4  | -2   |
| 4    | Gibraltar | 0   | 3 | 0 | 0 | 3 | 0  | 12 | -12  |

| 25 juillet 2023 | Suisse  | 4 - 0 | Gibraltar |
| 25 juillet 2023 | Turquie | 4 - 0 | Croatie   |
| 26 juillet 2023 | Suisse  | 1 - 1 | Turquie   |
| 26 juillet 2023 | Croatie | 2 - 0 | Gibraltar |
| 28 juillet 2023 | Turquie | 6 - 0 | Gibraltar |
| 28 juillet 2023 | Croatie | 0 - 0 | Suisse    |

## Tour pour les médailles

### Match pour la3eplace
| Match 7               | Croatie  | 1 - 2   | Gibraltar                       |                                      |                                      |
| 29 juillet 2023 10h15 | Čepo 37e | (0 - 2) | 12e Olivero · 29e Bossano-Arres | Arbitrage : Evelien Plug Seyma Gozey | Arbitrage : Evelien Plug Seyma Gozey |
| 29 juillet 2023 10h15 | Rapport  |         |                                 | Arbitrage : Evelien Plug Seyma Gozey | Arbitrage : Evelien Plug Seyma Gozey |

### Finale
| Match 8               | Turquie                       | 3 - 1   | Suisse   |                                              |                                              |
| 29 juillet 2023 12h30 | Gültekin 17e, 50e · Çinar 52e | (1 - 0) | 58e Zepf | Arbitrage : Lizelotte Wolter Zamara Espinosa | Arbitrage : Lizelotte Wolter Zamara Espinosa |
| 29 juillet 2023 12h30 | Rapport                       |         |          | Arbitrage : Lizelotte Wolter Zamara Espinosa | Arbitrage : Lizelotte Wolter Zamara Espinosa |

## Classement final
| Rang | Équipe    | J | V | N | P | BP | BC | +/- | Pts | Classement mondial FIH | Classement mondial FIH | Classement mondial FIH |
| Rang | Équipe    | J | V | N | P | BP | BC | +/- | Pts | Avant                  | Après                  | +/-                    |
| ---- | --------- | - | - | - | - | -- | -- | --- | --- | ---------------------- | ---------------------- | ---------------------- |
| 17   | Turquie   | 4 | 3 | 1 | 0 | 14 | 2  | +12 | 10  | 36                     | 33                     | +3                     |
| 18   | Suisse    | 4 | 1 | 2 | 1 | 6  | 4  | +2  | 5   | 44                     | 44                     | 0                      |
| 19   | Gibraltar | 4 | 1 | 0 | 3 | 2  | 13 | -11 | 3   | -                      | 80                     | -                      |
| 20   | Croatie H | 4 | 1 | 1 | 2 | 3  | 6  | -3  | 4   | 45                     | 58                     | -13                    |